# 1996年夏季残疾人奥林匹克运动会巴拿马代表团
1996年夏季残疾人奥林匹克运动会巴拿马代表团是巴拿马派出的1996年夏季残疾人奥林匹克运动会代表团。获得2枚金牌。